# Liste des députés de la 35e législature du Parlement de Finlande

Cette liste retrace la composition du parlement finlandais. Les députés sont classés par appartenance politique, puis à l'intérieur de chaque groupe en fonction de leur circonscription électorale. La grande majorité des députés ont été élus en mars 2007, quelques remplacements ont néanmoins eu lieu depuis.
L'âge moyen des députés à fin 2008 est de 50 ans. Le plus jeune est Tuomo Puumala du Parti du centre (26 ans), le plus âge est Jacob Söderman du Parti social-démocrate (70 ans).

## Parti du centre
Savonie du Sud
- Katri Komi
- Jari Leppä, Président de la commission de l'agriculture et des forêts

Helsinki
- Mari Kiviniemi, Ministre des collectivités locales et de l'administration

Häme (correspond aux régions de Kanta-Häme et de Päijät-Häme)
- Sirkka-Liisa Anttila, Ministre de l'agriculture et des forêts
- Risto Autio
- Juha Rehula, Président de la commission des affaires sociales et de la santé

Finlande-Centrale
- Anne Kalmari
- Lauri Oinonen
- Aila Paloniemi
- Mauri Pekkarinen, Ministre des affaires économiques

Kymi (Correspond aux régions de la Vallée de la Kymi et de Carélie du Sud)
- Markku Laukkanen
- Markku Pakkanen
- Kimmo Tiilikainen

Laponie
- Hannes Manninen, Président de la commission des finances
- Janne Seurujärvi
- Paavo Väyrynen, Ministre du commerce extérieur et du développement

Oulu
- Tuomo Hänninen
- Kyösti Karjula
- Inkeri Kerola,
- Timo Korhonen
- Paula Lehtomäki, Ministre de l'environnement
- Antti Rantakangas
- Tapani Tölli, Président de la commission de l'Administration
- Mirja Vehkaperä
- Pekka Vilkuna

Pirkanmaa
- Mikko Alatalo
- Klaus Pentti
- Pertti Salovaara

Carélie du Nord
- Hannu Hoskonen
- Eero Reijonen
- Anu Vehviläinen, Ministre des transports

Savonie du Nord
- Hannakaisa Heikkinen
- Elsi Katainen
- Seppo Kääriäinen, Premier vice-président du parlement
- Markku Rossi

Satakunta
- Timo Kalli, Porte-parole du groupe parlementaire
- Oiva Kaltiokumpu
- Juha Korkeaoja, Président de la commission de la défense

Uusimaa (Correspond de la région d'Uusimaa à l'exception de la commune d'Helsinki)
- Antti Kaikkonen
- Tanja Karpela
- Markku Uusipaavalniemi
- Matti Vanhanen, Premier ministre, remplacée par Seppo Särkiniemi en 2010.

Vaasa (correspond aux régions d'Ostrobotnie, Ostrobotnie-Centrale et Ostrobotnie du Sud)
- Esko Ahonen
- Susanna Haapoja, remplacée par Jacob Söderman en 2009.
- Mika Lintilä
- Juha Mieto
- Tuomo Puumala
- Paula Sihto

Finlande du Sud-Ouest
- Liisa Hyssälä, Ministre des affaires sociales et de la santé, remplacée par Mauri Salo en 2010.
- Timo Kaunisto
- Esko Kiviranta

## Parti de la Coalition nationale
Savonie du Sud
- Olli Nepponen
- Lenita Toivakka

Helsinki
- Sirpa Asko-Seljavaara
- Juha Hakola
- Arja Karhuvaara
- Sanna Perkiö
- Pertti Salolainen, Président de la commission des affaires étrangères
- Sari Sarkomaa, Ministre de l'éducation
- Jan Vapaavuori, Ministre du logement
- Ben Zyskowicz,

Häme
- Timo Heinonen
- Jari Koskinen, remplacée par Kalle Jokinen en 2009.
- Tuija Nurmi
- Ilkka Viljanen

Finlande-Centrale
- Henna Virkkunen

Kymi
- Jyri Häkämies, Ministre de la défense
- Jari Larikka
- Reijo Paajanen

Laponie
- Ulla Karvo

Oulu
- Suvi Lindén, Ministre de la communication
- Lyly Rajala
- Tuulikki Ukkola

Pirkanmaa
- Harri Jaskari
- Heikki A. Ollila
- Kimmo Sasi, Président de la commission constitutionnelle
- Arto Satonen, Président de la commission du travail et de l'égalité des chances
- Marja Tiura, Presidente de la commission de la prospective

Carélie du Nord
- Pekka Ravi, Porte-parole du groupe parlementaire

Savonie du Nord
- Jyrki Katainen, Ministre des finances

Satakunta
- Anne Holmlund, Ministre de l'intérieur
- Sampsa Kataja

Uusimaa 
- Eero Akaan-Penttilä
- Merikukka Forsius, transfuge du groupe de la ligue verte depuis le 14 février 2008
- Leena Harkimo
- Hanna-Leena Hemming
- Sanna Lauslahti
- Eero Lehti
- Marjo Matikainen-Kallström
- Outi Mäkelä
- Jukka Mäkelä, remplacépar Lasse Viren en 2010.
- Tapani Mäkinen
- Sauli Niinistö, Président du parlement
- Raija Vahasalo, Présidente de la commission de la culture

Vaasa
- Petri Pihlajaniemi
- Paula Risikko, Ministre des services sociaux
- Petri Salo

Finlande du Sud-Ouest
- Pertti Hemmilä
- Ilkka Kanerva
- Jouko Laxell
- Petteri Orpo,
- Anne-Mari Virolainen

## Parti social-démocrate
Savonie du Sud
- Pauliina Viitamies

Helsinki
- Eero Heinäluoma
- Rakel Hiltunen, Présidente de la commission de l'environnement
- Päivi Lipponen
- Jacob Söderman
- Erkki Tuomioja, Président de la grande commission

Häme
- Tarja Filatov
- Johannes Koskinen, Deuxième vice-président du parlement
- Jouko Skinnari, Président de la commission des affaires économiques
- Satu Taiveaho

Finlande-Centrale
- Susanna Huovinen
- Reijo Laitinen
- Tuula Peltonen

Kymi
- Sinikka Hurskainen
- Anneli Kiljunen
- Valto Koski
- Sirpa Paatero

Laponie
- Johanna Ojala-Niemelä

Oulu
- Matti Ahde, Président de la commission de contrôle
- Liisa Jaakonsaari, remplacée par Raimo Piirainen en 2009.

Pirkanmaa
- Marko Asell
- Jukka Gustafsson
- Saara Karhu
- Tero Rönni
- Pia Viitanen

Carélie du Nord
- Lauri Kähkönen
- Esa Lahtela

Savonie du Nord
- Kari Rajamäki
- Tuula Väätäinen

Satakunta
- Reijo Kallio
- Krista Kiuru
- Antti Vuolanne

Uusimaa
- Maarit Feldt-Ranta
- Maria Guzenina-Richardson
- Antti Kalliomäki
- Kimmo Kiljunen
- Merja Kuusisto
- Matti Saarinen
- Tommy Taberman, remplacé par Risto Kuisma en 2010.

Vaasa
- Miapetra Kumpula-Natri
- Jutta Urpilainen

Finlande du Sud-Ouest
- Ilkka Kantola
- Marjaana Koskinen
- Heli Paasio
- Katja Taimela

## Alliance des gauches
Helsinki
- Paavo Arhinmäki

Häme
- Matti Kauppila

Finlande-Centrale
- Matti Kangas

Kymi
- Pentti Tiusanen

Lappi
- Markus Mustajärvi
- Esko-Juhani Tennilä

Oulu
- Martti Korhonen, Président de la commission des transports et des communications
- Merja Kyllönen
- Unto Valpas

Pirkanmaa
- Mikko Kuoppa
- Minna Sirnö

Savonie du Nord
- Erkki Virtanen

Satakunta
- Veijo Puhjo

Uusimaa
- Kari Uotila
- Jaakko Laakso

Finlande du Sud-Ouest
- Annika Lapintie
- Jyrki Yrttiaho

## Ligue verte
Savonie du Sud
- Heli Järvinen

Helsinki
- Outi Alanko-Kahiluoto
- Tuija Brax, Ministre de la Justice
- Pekka Haavisto
- Anni Sinnemäki, Ministre du Travail
- Johanna Sumuvuori

Häme
- Kirsi Ojansuu

Oulu
- Erkki Pulliainen

Pirkanmaa
- Oras Tynkkynen

Uusimaa
- Heidi Hautala, Présidente de la commission des lois, remplacée par Timo Juurikkala en 2009.
- Johanna Karimäki
- Jyrki Kasvi

Finlande du Sud-Ouest
- Janina Andersson
- Ville Niinistö

## Parti populaire suédois de Finlande
Åland (députée du territoire autonome, associée au groupe du parti populaire suédois)
- Elisabeth Nauclér

Helsinki
- Astrid Thors, Ministre des migrations et des affaires européennes

Uusimaa
- Thomas Blomqvist
- Christina Gestrin
- Mikaela Nylander

Vaasa
- Anna-Maja Henriksson
- Håkan Nordman
- Mats Nylund
- Ulla-Maj Wideroos, Porte-parole du groupe parlementaire

Finlande du Sud-Ouest
- Stefan Wallin, Ministre de la culture et des sports

## Chrétiens-démocrates
Häme
- Päivi Räsänen

Finlande-Centrale
- Toimi Kankaanniemi

Kymi
- Sari Palm

Pirkanmaa
- Leena Rauhala

Savonie du Nord
- Kari Kärkkäinen

Uusimaa
- Tarja Tallqvist

Vaasa
- Bjarne Kallis

## Vrais Finlandais
Vaasa
- Raimo Vistbacka

Pirkanmaa
- Pertti "Veltto" Virtanen

Savonie du Nord
- Pentti Juhani Oinonen

Uusimaa
- Pirkko Ruohonen-Lerner
- Timo Soini, remplacée par Peter Jääskeläinen en 2009.

## Changements dans la composition depuis les élections de mars 2007
- Tuula Haatainen (sociale-démocrate) devient maire-adjoint d'Helsinki le 11 septembre 2007, remplacée par Jacob Söderman (social-démocrate)
- Merikukka Forsius quitte le groupe de la ligue verte pour rejoindre le groupe du parti de la Coalition nationale le 14 février 2008.
- Claes Andersson (Alliance des gauches) démissionne le 9 septembre 2008 et est remplacé par Kari Uotila (Alliance des gauches)[2]

## Sources
- Ministère de la justice: Résultats des élections législatives du 18 mars 2007